# Литературное Приднепровье
Музей «Литературное Приднепровье» (укр. Музей «Літературне Придніпров'я») — один из шести филиалов Днепропетровского исторического музея. Создан и работает на базе музея со дня своего открытия — 24 мая 1998 года. Это самый молодой музей города, располагающийся в одном из старейших зданий Днепра – Доме Инзова.

## История
«Литературное Приднепровье» разместился в старинном особняке, известном в городе как Дом Инзова. Это здание было построено в начале ХІХ ст.
В 1970 г. Дом Инзова получил статус памятника истории и взят под охрану государством. Почти двухвековая жизнь дома связана с судьбами выдающихся людей, работавших, учившихся и бывавших здесь.
Стены здания помнят государственных и общественных деятелей: Ивана Инзова, Андрея Фадеева, С. Х. Контениуса; писателей и поэтов Александра Пушкина, Михаила Светлова, Валерьяна Пидмогильного; художника Н. С. Погребняка.
Некоторое время в здании размещалось и Литературно-артистическое общество им. Н. В. Гоголя.
Днепропетровский историк В.Старостин отыскал карту Екатеринослава 1806 года, на которой дом уже обозначен. В этом доме находились сначала — Попечительский комитет колонистов южного края. В память о главе этого комитета, генерале Инзове, горожане до сих пор именуют здание «Домом Инзова».
В этом доме, во время пребывания в ссылке в мае-июне 1820 года, бывал Александр Сергеевич Пушкин; Михаил Светлов учился в четырехклассном городском училище в 1910 году, училище находилось в этом здании; Валерьян Пидмогильный, преподавал математику в школе им. Ивана Франко — тут же.
В мае 1998 года, когда зданию исполнилось ровно 180 лет, в нём открылся музей «Литературное Приднепровье».
В собрании музея — рукописи художественных произведений, книги, документы, фотографии, личные вещи выдающихся писателей, фольклористов, деятелей театра XVIII—XX веков.
В экспонатах числятся материалы, рассказывающие: о связях с краем Александра Пушкина, Тараса Шевченко, Николая Гоголя, Марка Кропивницкого, Ивана Карпенко-Карого, Ивана Бунина, Владимира Гиляровского, Александра Афанасьева-Чужбинского, Василия Мысыка, Булаенко, Олеся Гончара, Павла Загребельного; о творческой судьбе Елены Ган, Николая Мизко, Владимира Елагина, Ивана Манжуры, Татьяны Сулимы-Бычихиной, Николая Быкова, Якова Новицкого, Валерьяна Пидмогильного, Григория Эпика.
В 1980- 90 е годы научные сотрудники создающегося музея провели большую работу — побывали у многих писателей Приднепровья и у родственников тех, кого уже не было в живых, ездили в командировки по стране, разыскивая тех, кто связан с краем, его культурой и литературой.
Музей стал получать рукописи и документы, фотографии и личные вещи писателей и поэтов, фольклористов и литературоведов, журналистов и деятелей театра.
В те годы были приобретены редчайшие издания на аукционах, получены подарки от коллекционеров, найдены и вывезены из обменно-резервных фондов библиотек Москвы, Санкт-Петербурга, Киева, Харькова, Львова, Одессы сотни раритетных изданий.
Сегодня коллекция литературного музея насчитывает больше двадцати тысяч экспонатов, собранных по всему миру.
Важной задачей музея было и остается изучение истории литературы и культуры Днепропетровщины, упорядочение всех полученных знаний, создание научной документации музея. Но главное было сделано: коллекция литературы собрана, научная документация подготовлена.
В начале 1998 было принято решение о поэтапном открытии литературного музея.
24 мая 1998 г. музей «Литературное Приднепровье» был открыт для посетителей выставкой «Страницы литературной истории края».
Выставка представляла собой четыре портрета писателей, показанных через призму их кабинетов (миниатюрный «походный» кабинет Е. А. Ган конца 1830-х гг.; редакционный кабинет А. И. Егорова, который в 1880-е гг. издавал в Екатеринославе газету «Степь»; импровизированный кабинет юного поэта Д. Б. Кедрина 1920-х; «запечный кабинет» в сельской хате писателя-студента О. Т. Гончара конца 1940-х гг.).
Научные сотрудники литературного музея за эти годы стали ведущими специалистами Приднепровья в области литературного краеведения, культурологи.
Воссоздавая историю, музей устремлен в будущее. Музей в динамично развивается. Осталась не созданной его основная экспозиция «Слово о Приднепровье». Большая часть коллекций находится в запасниках. В фондах музея сейчас тысячи экспонатов.
Важными для музея являются выставки, акции, объединяющие в себе самые разные виды и жанры искусства. На базе литературного музея работают литературные и культурологические кружки и объединения.
Среды в литературном музее — день приемов, когда открываются выставки, проводятся литературные и музыкальные вечера, презентации книг и творческие встречи с деятелями культуры.